# Клавуланова кислота
Клавуланова кислота — природний препарат, що має бета-лактамну структуру, подібну до антибіотиків групи пеніциліну, та є інгібітором бета-лактамаз бактерій і застосовується сумісно з антибіотиками групи пеніциліну. Вироблення препарату передбачає використання продуктів життєдіяльності Streptomyces clavuligerus.

## Фармакологічні властивості
Клавуланова кислота — природний препарат, що має β-лактамну структуру, що належить до групи інгібіторів бета-лактамаз та застосовується сумісно з антибіотиками групи пеніциліну. За механізмом дії клавуланова кислота належить до так званих «суїцидних» інгібіторів β-лактамаз. Ці сполуки мають у своїй структурі β-лактамне кільце, тобто за сутністю вони є β-лактамними антибіотиками та похідними 6-амінопеніцилінової кислоти. Клавуланова кислота має власну слабковиражену антибактеріальну активність. Клавуланова кислота, як і інші інгібітори бета-лактамаз, проникає в бактеріальну клітину та викликає інактивацію ферментів бактерій шляхом утворення необоротного зв'язку із β-лактамазами бактерій, що призводить до ацетилювання і наступного гідролізу утвореного комплексу, дозволяючи антибіотику досягнути своєї мішені в бактеріальній клітині. Клавуланова кислота інгібує ферменти грамнегативних бактерій — Haemophilus ducreyi, Haemophilus influenzae, Neisseria gonorrhoeae, Moraxella catarrhalis, Bacteroides fragilis, частини ентеробактерій, а також інгібує β-лактамази Staphylococcus aureus.

### Фармакокінетика
Клавуланова кислота швидко всмоктується як при пероральному, так і при парентеральному застосуванні, біодоступність препарату близько 100 %. Клавуланова кислота добре розподіляється у більшості тканин та рідин організму. Препарат погано проходить через гематоенцефалічний бар'єр. Клавуланова кислота проникає через плацентарний бар'єр та виділяється в грудне молоко. Метаболізується препарат в печінці з утворенням неактивних метаболітів. Виводиться клавуланова кислота з організму переважно нирками, частково виводиться з калом. Період напіввиведення клавуланової кислоти становить 1 годину, цей час може збільшуватися у хворих з нирковою недостатністю.

## Показання до застосування
Клавуланова кислота застосовується спільно з антибіотиками групи пеніцилінів при бактеріальних інфекціях верхніх та нижніх дихальних шляхів (у тому числі абсцес легень та емпієма плеври), ускладнених інфекціях сечовидільних шляхів, інфекціях шкіри та м'яких тканин, інтраабдомінальних інфекціях та інфекціях малого таза, інфекціях суглобів та кісток, при сепсисі та для профілактики ендокардиту.

## Побічна дія
При застосуванні клавуланової кислоти можливі наступні побічні ефекти: рідко холестатичний гепатит, диспептичні явища, порушення функції печінки; дуже рідко кропив'янка, гарячка, синдром Стівенса-Джонсона, синдром Лаєлла, анафілактичний шок, набряк Квінке, псевдомембранозний коліт, кандидоз ротової порожнини.

## Протипоказання
Клавуланова кислота протипоказана при підвищеній чутливості до препарату. З обережністю застосовують при вагітності, годуванні грудьми, печінковій недостатності.

## Форми випуску
Клавуланова кислота випускається у вигляді комбінованого препарату з амоксициліном у вигляді флаконів для ін'єкцій, таблеток, суспензії для перорального застосування; та у вигляді комбінованого препарату з тикарциліном у вигляді флаконів для ін'єкцій.